# GAKU
GAKU（がく、1981年8月22日 - ）は、日本の音楽家、ソングライター、編曲家。血液型はO型。千葉県出身。習志野市立習志野高等学校卒業。 本名は植草 岳（うえくさ がく）。シンガーソングライター集団UNISTのギター・ボーカル・リーダー。

## 略歴
- 2004年
  - 11月3日、バンド、えちうらのドラマーとしてポニーキャニオンからメジャー・デビュー。
- 2011年
  - 1月15日 Zepp東京でのワンマンライブを最後にえちうら解散。
- 2012年
  - 9月12日 UNISTとしてエイベックスからメジャー・デビュー。

## 楽曲提供
- A.F.R.O
  - 「Short Vacation」 - 編曲

- 大阪☆春夏秋冬
  - 「NO-LIMIT」 - 作詞・作曲・編曲

- DISH//
  - 「皿に走れ!!!!」 - 作詞・作曲・編曲(Gk3名義)
  - 「夢旅」 - 作詞・作曲(Gk3名義)
  - 「WOW WAR TONIGHT 〜時には起こせよムーヴメント〜」 - 編曲(Gk3名義)
  - 「僕の太陽」 - 作詞・編曲(Gk3名義)
  - 「大きな玉ねぎの下で」 - 編曲(Gk3名義)
  - 「I'm FISH//」 - 作詞・作曲・編曲
  - 「ビリビリ☆ルールブック」 - 編曲

- FTISLAND
  - 「未体験Future」 - 作詞・作曲

- 矢井田瞳
  - 「Cheer for you」 - 編曲

- ゆず
  - 「た Ri ナ ぃ」 - 北川悠仁と共編曲

### STARTO ENTERTAINMENT関連
- V6
  - 「Maybe」 - 作詞・作曲・編曲

- SUPER EIGHT
  - 「Water Drop」 - 作詞
  - 「ER」 - 作詞・作曲
  - 「花であれ」 - 作詞・作曲・編曲
  - 「Dear Summer様!!」 -　作詞・作曲・編曲
  - 「ココロ空モヨウ」 - 作詞・作曲
  - 「夢列車」 - 作詞・作曲
  - 「ER2」 - 作詞・作曲
  - 「CloveR」 - 作詞・作曲
  - 「ふたつ手と手」 - 作詞・作曲
  - 「EJ☆コースター」 - 作詞・作曲
  - 「前向きスクリーム!」 - 作詞・作曲
  - 「友よ」 - 作詞・作曲
  - 「歓喜の舞台」 - 作詞・作曲
  - 「青春ハードパンチャー」  - 作詞・作曲

- WEST.
  - 「傷だらけの愛」 - 共編曲

- SixTONES
  - 「"Laugh" In the LIFE」 - 作詞・作曲・編曲[注釈 1]

- Snow Man
  - 「朝焼けの花」 - 作詞・作曲[注釈 2]
  - 「ファンターナモーレ」 - 作詞

### アニメ・ゲーム関連
アイドルマスター シャイニーカラーズ
- 「ビーチブレイバー」 - 作曲